# 本間三和子
本間 三和子（ほんま みわこ、旧姓は元好、1960年12月21日 - ）は、元アーティスティックスイミング（シンクロナイズドスイミング）選手、（公財）日本水泳連盟理事・シンクロ委員長。筑波大学大学院人間総合科学研究科教授。学位は博士（体育科学）。専門はスポーツ科学。

## 来歴
大阪府大阪市出身。12歳からシンクロを始める。
筑波大学に進学後、高橋清彦が堺市の自宅に建設したシンクロ用室内プールに毎週通って特訓を積む。筑波大学大学院在学中の1984年ロサンゼルスオリンピックで木村さえ子とともにデュエット種目で銅メダル、ソロ種目でも銅メダルを獲得。コーチは井村雅代。
その後は母校で研究と教育に関わりながら、国際水泳連盟の役員を務め、アーティスティックスイミングの普及に努めている。
2009年より（財）日本水泳連盟理事・シンクロ委員長に就任。
2023年4月より筑波大学副学長（学生担当）に就任。

## 受賞歴
- 全日本代表としての主な国際大会出場歴
  - オリンピック - 1984年ロサンゼルスオリンピック